# يوشيهايد هاياشي
يوشيهايد هاياشي (باليابانية: 林義秀؛ بالكانا: はやし よしひで) هو عسكري ياباني، ولد في 25 أغسطس 1891 في واكاياما في اليابان، وتوفي في 5 فبراير 1978.